# Beauvilliers (Eure-et-Loir)
Beauvilliers – miejscowość i gmina we Francji, w Regionie Centralnym, w departamencie Eure-et-Loir.
Według danych na rok 1990 gminę zamieszkiwało 210 osób, a gęstość zaludnienia wynosiła 9 osób/km². Wśród 1842 gmin Regionu Centralnego Beauvilliers plasuje się na 929. miejscu pod względem liczby ludności, natomiast pod względem powierzchni na 551. miejscu.